# 파코즈 하드웨어
파코즈 하드웨어(Parkoz Hardware)는 대한민국의 컴퓨터 하드웨어 정보를 전문으로 다루는 웹사이트이다. 줄여서 파코즈라고도 한다. 운영자를 제외한 모든 회원은 실명을 사용해야 한다. 운영자는 사이트 내에서 '파코즈'라는 이름으로 활동하며, 홈페이지 첫 화면에 전화번호와 함께 실명이 게재되어 있다.

## 소개
이 웹사이트는 본래 사이트 이름 그대로 PC용 하드웨어 시스템을 다루는 곳이었으나, 현재는 운영 체제, 소프트웨어 등도 다루는 대형 컴퓨터 관련 커뮤니티로 성장했다. 회원들을 위한 커뮤니티 서비스도 제공하고 있으며, 파코즈 하드웨어의 회원을 파코즌이라고 부른다. 자신의 팁이나, 조언 등을 올려서 서로 공유하기도 한다. 또한 자신의 컴퓨터나 정보기기 등을 게시하여 공유하기도 한다. 해외 뉴스나 이미지 게시판등 일반적인 정보도 얻을 수 있다.

## 운영
파코즈는 현재까지 별도의 회원 가입비나 기탁금을 받지 않는 개인의 웹사이트이다. 그러나 서버, DB증설 등 여러 가지 요구사항의 증대로 2003년 상반기부터 스폰서 제도를 도입하여, 한국 안팎의 주요 유통사 및 제조사의 신제품 등을 메인 페이지에 소개하거나 회원들만을 위한 공동구매를 진행하고 있다.
파코즈는 내부적으로 약 100여개에 달하는 많은 게시판이 있으며, 각 게시판은 일정부분 관리부문을 따로 두어 디렉터라는 특수한 레벨의 자율제 관리자를 두어 운영자의 관리를 돕는다. 이러한 제도는 초기 일부 회원과 디렉터의 불신 및 관리의 형평성에 의한 문제 등을 야기하였으나, 2008년 운영자가 새로 개선한 자율정화 V2라는 새로운 관리 방식을 도입하였다. 회원 간에도 특정한 레벨이 있으며, 처음 가입시 Lv.9에서 최고 Lv.4까지 등극할 수 있다. 또한 장기 가입 회원 및 활동량이 많은 회원에게는 특정한 엠블램 표식을 부여하는데, 파코즌들은 이것을 날개라고 지칭한다.
2021년 6월 1일부터 접속 불가 상태이며, 1년 3개월이 지난 22년 9월 18일 현재 시점까지 사이트 복구 및 서비스 재개가 이루어지지 않고 있다.

## 참조
1. ↑  개인이 실명을 사용하지 않을 경우 회원으로 활동할 수 없으며, 실명이 아닌 계정은 보통 운영자가 버그 수정 등을 위해 사용하는 테스트 계정이다.
2. ↑  [파코즈하드웨어] 보관됨 2010-08-29 - 웨이백 머신 PARKOZ HARDWARE™ 2012]
3. ↑  관리자가 직접 게시물을 삭제, 수정하지 않고 일정 레벨 이상의 배심원 권한의 회원들이 자발적으로 찬반을 통해 게시물을 자정하는 것을 말함.
4. ↑  [http://www.parkoz.com/zboard/view.php?id=express_freeboard&no=417771&category=%5B깨진+링크(과거+내용+찾기)%5D [안내] 파코즈 포인트, 레벨 및 날개 소개 (100806)]